# Код ЄДРПОУ
Код ЄДРПОУ (Єдиного державного реєстру підприємств та організацій України) — унікальний ідентифікаційний номер юридичної особи в Єдиному державному реєстрі підприємств та організацій України, створеному 1996 року.
Присвоєння кодів ЄДРПОУ проводиться Міністерством юстиції за технічної підтримки адміністратора ЄДР спільно з Державною службою статистики відповідно до Порядку передачі ідентифікаційних кодів Єдиного державного реєстру підприємств і організацій України.

## Використання
Кінцева мета присвоєння кодів ЄДРПОУ — проведення спостережень за структурними змінами в економіці щодо видів діяльності, створення, реорганізації (злиття, приєднання, поділу, перетворення) та ліквідації суб'єктів господарювання.
За кодом ЄДРПОУ облік юридичних осіб ведеться також в Єдиному державному реєстрі юридичних осіб та фізичних осіб-підприємців, Єдиному банку даних про платників податків — юридичних осіб і т. д.
Він є обов'язковим для використання в усіх видах звітних та облікових документів суб'єкта господарювання і зазначається на його печатках та штампах. У всіх документах — адміністративних, фінансових чи інших, де фігурує підприємство (організація), обов'язково вказується ідентифікаційний код згідно з ЄДРПОУ.

## Структура коду
Структура коду ЄДРПОУ восьмирозрядна, серійно-порядкова.
Існує алгоритм перевірки контрольного розряду коду.

## Історія
Історія запровадження ідентифікатору реєстру державної статистики тісно пов'язана з історією державної статистики в Україні та реєстрацією суб'єктів підприємницької діяльності.

### Класифікатор підприємств і організації СРСР
Загальносоюзний класифікатор підприємств і організацій СРСР затверджено постановою Держстандарту № 113 від 31 серпня 1976 та введено в дію 1 січня 1977. Ідентифікатором використовується 7-значний код.

### До запровадження статистичного та публічного реєстрів України
До 1993 року (а фактично до 1996, а в деяких випадках і нині[джерело?]) використовувалися коди ЗКПО (загальносоюзний класифікатор підприємств та організацій, рос. код ОКПО).
У перехідний період становлення України для ідентифікації підприємств використовувались положення Закону СРСР від 04.06.1990 р. «Про підприємства в СРСР». Цим законом встановлено, що форми державної статистичної звітності встановлюються органами державної статистики. 1 січня 1990 введені в дію форми статистичної звітності, затверджені Державним комітетом СРСР зі статистики.
До 2003 року код ЗКПО (рос. код организации по Общесоюзному классификатору предприятий и организаций) використовувався у формах розпорядчих документів згідно ГОСТ 6.38 90. У 2003 році його замінено на ДСТУ 4163-2003, яким термін рос. «Код организации по ОКПО» замінено терміном «Код організації за ЄДРПОУ».

### Державний реєстр звітних одиниць (ДРЗОУ) та реєстрація підприємств
Паралельно з реєстрацією в органах статистики розвивалася реєстрація підприємництва згідно з законом «Про підприємництво», що було прийнято Верховною Радою УРСР 7 лютого 1991 та введено в дію 26 лютого 1991. Згідно з цим законом, органи державної статистики встановлюють «коди суб'єкта підприємницької діяльності» у процесі реєстрації суб'єктів підприємницької діяльності у місцевому виконавчому комітеті чи державній адміністрації.
17 вересня 1992 року прийнято Закон України «Про державну статистику». Ним запроваджено Державний  реєстр  звітних (статистичних) одиниць України. 14 липня 1993 Кабінет Міністрів України зобов'язав усі підприємства, організації та підприємців до 1 жовтня 1993 зареєструватися у Державному реєстрі звітних (статистичних) одиниць України. Офіційна назва цього коду за текстом Закону та Постанови — «Ідентифікаційний код господарюючого суб'єкта».
Ідентифікаційний код суб'єкта підприємницької діяльності, що видавався органами статистики при реєстрації підприємництва було включено до Державного реєстру звітних статистичних одиниць (код ДРЗОУ). Тобто ідентифікаційний код підприємства одночасно став ідентифікатором статистичної одиниці.
Таким чином, до запровадження ЄДРПОУ як ідентифікатора організацій та підприємств паралельно використовувались такі терміни:
- код організації згідно з загальносоюзним класифікатором підприємств і організацій, ЗКПО, ОКПО
- код суб'єкта підприємницької діяльності
- ідентифікаційний код господарюючого суб'єкта

### Єдиний державний реєстр підприємств та організацій (ЄДРПОУ)
Ідентифікатори у термінології органів реєстрації та статистики використовувалися до 1998 року, коли на їх базі було запроваджено ідентифікаційний код Єдиного державного реєстру підприємств і організацій України. 17 червня 1998 року наказом Державного комітету статистики затверджено порядок взаємодії органів статистики та органів реєстрації щодо передачі та присвоєння кодів ЄДРПОУ. Згідно з цим порядком, перелік зарезервованих ідентифікаційних кодів передавалися реєстратору органами статистики на паперовому носії у вигляді Акта приймання-передавання ідентифікаційних кодів ЄДРПОУ.

### ЄДР та паперовий документообіг
2005 року, із запровадженням принципу «єдиного вікна», у дію введено Єдиний державний реєстр юридичних осіб і фізичних осіб-підприємців, але порядок все ще передбачав обмін паперовими документами.

### Автоматизація взаємодії ЄДРПОУ та ЄДР
12 березня 2013 року порядок було скасовано у зв'язку з автоматизацією взаємодії реєстрів ЄДР та ЄДРПОУ, що було передбачено спільним наказом Міністерства юстиції та Державної служби статистики від 30 листопада 2012 року.
Наразі видача коду ЄДРПОУ регулюється порядком інформаційної взаємодії між Єдиним державним реєстром юридичних осіб та фізичних осіб-підприємців та інформаційними системами Державної служби статистики України від 28 вересня 2015 року.

## Життєвий цикл коду ЄДРПОУ
Присвоєння кодів при реєстрації юридичної особи здійснюється автоматизованими системами за наступним алгоритмом:
1. Автоматизована система ЄДР відправляє заявку на отримання резервної кількості кодів з автоматизованої системи ЄДРПОУ
2. Автоматизована система ЄДРПОУ протягом 5 днів формує, резервує та відправляє коди в автоматизовану систему ЄДР
3. При здійсненні користувачем дій з реєстрацій, автоматизована система ЄДР надсилає до ЄДРПОУ попередньо зарезервований код
4. При надходженні реєстраційних даних до ЄДРПОУ код перевіряється на входження до переліку зарезервованих.

Заявка на отримання та передача відбувається за умови використання більше 70 % попередньо переданих кодів.
Код ЄДРПОУ зберігається за суб'єктом, якому він присвоєний, протягом усього періоду його існування і є єдиним.